# Polabiskt björnbär
Polabiskt björnbär (Rubus walsemannii) är en rosväxtart som beskrevs av Heinrich E. Weber. Enligt Catalogue of Life ingår Polabiskt björnbär i släktet rubusar och familjen rosväxter, men enligt Dyntaxa är tillhörigheten istället släktet rubusar och familjen rosväxter. Artens livsmiljö är jordbrukslandskap. Inga underarter finns listade i Catalogue of Life.